# Bellaombra
La bellaombra o ombú (Phytolacca dioica) és una espècie d'arbre que, en realitat és una planta herbàcia molt gran.
L'arbre és originari de la zona subtropical d'Amèrica del Sud, incloent els països de Colòmbia, Perú, Equador, Brasil, Uruguai, Paraguai i Argentina.A l'Argentina és natiu de les províncies del nord; Salta, Tucumán, Formosa, Chaco, Missions, Corrents, Entre Ríos i, estenent-se fins a la zona de Buenos Aires i la província de la Pampa.

## Descripció
La bellaombra normalment arriba a tenir una alçada entre 8-12 metres, però es presenten casos on és més alta encara si les circumstàncies ho permeten. Té una base molt àmplia, amb les seves arrels visibles que s'estenen lateralment i prenen formes particulars al voltant del tronc. El 80% d’aquesta part és aigua. Presenta branques a baixa alçada que creen una copa frondosa i globulosa. Les seves fulles són alternes, simples, el·líptiques, oblongues i ovalades i tenen un color verd clar amb una textura coriàcia. Són aproximadament d'entre 5-15 cm x 2,5-7,5 cm. El seu nervi central es presenta ben marcat sobre el revés de la fulla i té entre 6-9 parells de nervis laterals. El pecíol arriba a una longitud d´entre 2-8 cm i les seves inflorescències aments són de color blanquinós i entre 15-20 cm de longitud. Els seus fruits tenen un color verd groguenc i són carnosos. Floreix d'abril fins a juny i els fruits maduren de juliol a agost. És una planta perenne però pot perdre les seves fulles parcialment en zones on la temperatura baixa més durant l'hivern.

### Nom, gènere i família
El nom usat a les seves regions natives és l'Ombú, un nom que prové de l'idioma indígena Guaraní, de la paraula Umbú, la qual significa bella ombra. A Espanya, el nom comú per a descriure la planta és precisament Umbú traduït a l'espanyol, la Bellasombra, però també s'usa el nom Fitolaca, i en català, Bellaombra. Pertany a la família Phytolaccaceae i el gènere Phytolacca. Phytolacca té el seu origen de la paraula grega Phyton, la qual cosa significa planta, i també de la paraula persa laq que significa laca. La part dioica ve del llatí i significa amb dues cases la qual cosa es refereix al fet que l'arbre té peus masculins amb flors unisexuals masculines i peus femenins amb flors unisexuals femenines.

## Distribució
La Bellaombra ha estat introduïda a diversos llocs del món i es troba a molts altres llocs del món a part dels seus països natius. Actualment hi ha exemplars dispersos per tots els continents, específicament als països següents; Algèria, Bolívia, Botswana, Illes Canàries, Província del Cap, Xipre, Eritrea, Etiòpia, França, Grècia, Hawaii, l'Índia, KwaZulu-Natal, Líbia, Madeira, Mèxic, el Marroc, Namíbia, Nepal, Nova Gal·les del Sud, Queensland, Sicília, Espanya, Sri Lanka, Sudan, Tunísia, Veneçuela i Zaire.
Ha estat registrada com a invasora en 14 països i illes, però solament s'ha presentat evidències de l'impacte a Sud-àfrica, el país amb més casos registrats en el Global Register of Introduced and Invasive Species. Els casos registrats esdevenen en parcs nacionals com Kruger National Park, Garden Route National Park, Table Mountain National Park i el Tankwa-Karoo National Park.

## Hàbitat i propagació
Prospera a ple sol i no exigeix sòls rics en nutrients i també resisteix climes secs. Encara que prefereix temperatures d´entre 12-32 °C, pot aguantar temperatures baixes de fins a -5 °C, però en general, temperatures per sota dels 0 °C poden malmetre a les seves branques joves. Prefereix un nivell de precipitació anual en el rang de 800-1500 mm.
En estat salvatge es reprodueix a través de les seves flors que són pol·linitzades pel vent, però en ser cultivades es multipliquen per llavors, les quals poden ser sembrades o emmagatzemades durant un any.

## Història i curiositats
Phytolacca dioica va ser inscrita a Species Plantarum, edició segona 1: 632. 1762 per Carl von Linné.

### Exemplars destacables a Catalunya
A Catalunya hi ha diversos exemplars de la planta. Un exemplar destacable es troba al passeig marítim de Pineda i va ser portat de l'Argentina a finals del segle xix. Aquest bellaombra té un perímetre de 5,7 m i és el més gruixut de tota Catalunya. Va ser plantat en un jardí familiar per Joan Llorens Horta, però avui se situa al mig d'una rotonda.

### Usos
La bellaombra té usos diferents per a cada part de la planta. Com el nom Bella Ombra indica, un dels seus usos més comuns és oferir protecció del sol i crear un espai ombrejat. A més, la copa té un ús de georeferenciació en àrees extenses com a La Pampa o als Esteros de l'Iberá de l'Argentina.
Els fruits serveixen com a aliment per als ocells i per rentar la roba. Les fulles són purgants, són utilitzades com a medicina, i donen un resultat immediat. En la zona de Corrientes, les fulles, donades les propietats que tenen, també s'utilitzen pels pobladors per a realitzar bromes. La broma consisteix a mesclar les fulles triturades en preparar el mate per al company al qual es vol enredar.
El tronc i les branques tenen una gran varietat d'usos. Els gautxos de l'Argentina utilitzaven les cendres per a cicatritzar ferides i en forma de cataplasma per a mitigar maldecaps i malestars a causa de la insolació. Encara que la Bellaombra no dona llenya, el seu tronc i les branques seques, poden ser utilitzades com a combustible en èpoques d'inundacions o similars, quan la llenya és més difícil aconseguir. Hi ha gautxos que expressen una frustració sobre la falta de fusta de l'arbre, com per exemple amb l`expressió: L'Ombú no serveix ni per a foc.
A més a més, el tronc també s'usa en el procés d'amansir a poltres que encara no han sigut dominats. Amb una soga es lliga el poltre a una de les branques gruixudes, impedint que el poltre es desplaci a més de 10 metres de l'arbre, i a partir d'aqui comença la doma.
Estèticament s'usa per a decorar jardins, parcs i places i també s'utilitza per a fer-ne bonsai.

### Llegenda
L'autor de la llegenda de l'Ombú es manté anònim, però segons ella, la seva història comença dins d'un poble indígena. Un dia, quan els homes del poble van haver d´anar a la guerra per protegir les seves terres, la dona del cacic, Umbí, va haver d'encarregar-se dels cultius de dacsa. El sol cremava sobre les plantes, i amb la falta d'aigua i ombra es van anar morint, fins que un dia va quedar una sola planta. Umbi va arreplegar el seu ponxo i va intentar amb tot el seu esforç de protegir-la amb la seva ombra i va humitejar la terra amb les seves llàgrimes. Els dies van passar i quan un grup del poble la va anar a cercar, al costat de la planta de dacsa, només es van trobar amb una herba gegant i les pelleringues d'un ponxo. El poble sencer va plorar i va lamentar la pèrdua d'Umbi, i en homenatge a ella, li van nomenar Ombú a l'herba gegantesca que va fer possible la reproducció de la dacsa i que va salvar el poble.

### Poesia
L'ombú a més aporta un significat important en la literatura de la regió i el seu nom apareix sovint en poemes i cançons folklòriques. El polític i poeta argentí Luis L. Domínguez, va dedicar un poema sencer a l'ombú:
| « | Cada comarca en la Tierra tiene un rasgo prominente el Brasil, su sol ardiente; minas de plata, el Perú; Montevideo, su cerro; Buenos Aires –patria hermosa-, tiene su pampa grandiosa; la pampa tiene el ombú Atahualpa Yupanqui, cantant de folklore Argentí canta en el seu Cantos del Sur: Bajo el ombu solitario como un gaucho medito; probo su voz en la Cifra, el Rasguido se encendio'; en la Milonga Surera serios asuntos trato', y alzando poncho y viguela de su rancho se alejó, y anduvo de pago en pago, y en ninguno se quedo'. | » |